# Bulevard
Bulevard Fiume városrésze Horvátországban, Tengermellék-Hegyvidék megyében.

## Fekvése
A városközpont keleti részén található. Délen és nyugaton Centar-Sušak, északkeleten Grad Trsat, keleten Vojak és Krimeja, délkeleten Pećine városrésszel határos.

## Története
A városrész neve a Bulevard oslobođenja út nevéből származik, amely Sušak központjába vezet.

## Nevezetességei
- Petar Kružić-lépcső
- Lola Ribar park
- Rijekai egyetem

## Oktatás
Itt található a Šušaki gimnázium, valamint a Rijekai egyetem rektori hivatalának épülete.